# Portal hrvatske rječničke baštine
Portal hrvatske rječničke baštine rezultat je znanstvenog projekta 130464 "Hrvatska rječnička baština i prikaz rječničkog znanja". Glavni istraživač ovog projekta je Damir Boras, profesor i kasnije Rektor Zagrebačkoga sveučilišta. Preko portala može se pretraživati i pregledavati digitalizirani tekst rječnika te pregledavati slika nekih originala.

## Popis digitaliziranih rječnika
- Faustus Verantius. Dictionarium quinque nobilissimarum Europae linguarum Latinae, Italicae, Germanicae, Dalmaticae et Ungaricae cum vocabulis Dalmaticis quae Ungari sibi usurparunt. Venecijace, 1595.
- Lodereker, Petr; Vrančić Faust. Dictionarium septem diversarum linguarum,videlicet Latine, Italice, Dalmatice, Bohemice, Polonice, Germanice, & Ungarice,... collectum a Petro Lodereckero Prageno, Bohemo, &c. .... Typographeus Ottmarianus. Prag, 1605.
- Jacobus Micaglia (Jakov Mikalja). Blago jezika slovinskoga ili Slovnik u Komu izgovarajuse rjeci slovinske Latinski, i Diacki (Thesaurus linguae Illyricae sive Dictionarium Illyricum in quo verba Illyrica Italice, et Latine redduntur). Rim,1649. – 1651.
- Juraj Habdelich. Dictionar ili Réchi Szlovenske zvexega ukup zebrane, u red postaulyene, i Diachkemi zlahkotene trudom Jurja Habdelicha, masnika Tovarustva Jesusevoga, na pomoch napredka u diachkom navuku skolneh mladenczeu horvatszkoga i szlovenszkoga naroda. Graz, 1670.
- Joannis Belloszténëcz. Gazophylacium; seu latino-illyricorum onomatum aerarium, selectioribus synonymis, phraseologiis, verborum constructionibus metaphoris, adagiis ... et nunc primum peculiariter lllyriorum commodo apertum Gazophylacium illyrico-latinum. Zagreb, 1740.
- Ardelio Della Bella. Dizionario Italiano-Latino-Illirico; cui si premettono alcuni avvertimenti per iscrivere e con facilita maggiore leggere le voci illiriche scritte con caratteri italiani, ed anche una breve grammatica per apprendere con proprieta la lingua illirica. Venecija, 1728.
- Ivan Mažuranić i Jakov Užarević. Njemačko-ilirski slovar (Deutsch-illyrisches Wörterbuch). Zagreb, 1842.
- Bartol Kašić: Rukopis bez naslova (hrvatsko [čakavski] - talijanski rječnik), Rim, 1599.
- Altman, Josip; Stevan Bukl et al. Rječnik njemačko-hrvatskoga tehnologičkoga nazivlja za uporabu inžinira, arhitekta, mehanika, zemljomjera, rudničkih mjernika,graditelja, gradj. obrtnika i t. d. trudom i troškom kluba inžinira i arhitekta u Zagrebu. Zagreb, 1881.
- Stulli, Joakim. Rjecsosloxje u komu donosuse upotrebljenia, urednia, mucsnia istieh jezika krasnoslovja nacsini, izgovaranja i prorjecsja. A—O. Illir. Ital. Lat. Csast drùga, Razdjeljak pârvi., Dubrovnik, 1805.
- Libellus alphabeticus Cùm Nonnullis Cathecheticis addito vocabulario brevi latino,illyrico, germanico (Rerum communiter occurrentium - cum licentia superiorum.), s. l. (vjerojatno u Slavoniji), 1756. 68 str.
- Mikoč, Jakov Anton, Rečnik Rukokretni, Rijeka 1852.
- Babić, Božo. Morski riečnik hrvacko-srpski. Usporedjen s italijanskijem jezikom od jednoga pomorca. Tisk. Appolonia i Kaprina, Trst, 1870., 17 str.
- Babić, Božo. Nazivlje korita i jedrila broda u hrvatskom, njemačkom i talijanskom jeziku. Primorska tiskara, Kraljevica, 1877.
- Babić, Božo. Pomorski rječnik ili Nazivlje za brodarenje po moru. Ivo Hreljanović, Senj, 1901. 59+1 str.
- Broz, Ivan. Hrvatski pravopis, Nakl. Kr. hrv.-slav.-dalm.zemaljske vlade, Zagreb, 1893. xii + 133 str.
- Žepić, Milan. Džepni rječnik latinskoga i hrvatskoga jezika za školsku upotrebu. Vol.II. Lexicon Latino-croaticum. 2 ed, Zagreb, Hartman (St.Kugli), 1913., 371 str.

## Vanjske poveznice
- Portal hrvatske rječničke baštine
- izvornik: www.had-info.hr - predavanje na 41. savjetovanju HAD-a u Karlovcu, 2006. godine